# Rechtsanwaltskammer Frankfurt
Die Rechtsanwaltskammer Frankfurt ist eine von 28 Rechtsanwaltskammern in Deutschland. Sie hat ihren Sitz in Frankfurt am Main. Sie ist zuständig für die Anwälte im Oberlandgerichtsbezirk Frankfurt in den Landgerichtsbezirken Darmstadt, Frankfurt, Gießen, Hanau, Limburg und Wiesbaden. Neben ihr gibt es in Hessen noch die Rechtsanwaltskammer Kassel.

## Schlichtungsstelle
Sie hat eine Schlichtungsstelle. Seit 1. Juni 2001 kann bei bestimmten bürgerlich-rechtlichen Bagatellstreitigkeiten nur noch dann Klage beim Amtsgericht erhoben werden kann, wenn der Kläger nachweist, dass er zuvor versucht hat, sich mit dem Beklagten in einem sogenannten „Schlichtungsverfahren“ über den Streitgegenstand gütlich zu einigen.

## Geschichte

### Anfänge
Bereits vor der Einrichtung der Rechtsanwaltskammern hatte es Zusammenschlüsse von Rechtsanwälten gegeben. So bestand in Frankfurt am Main seit 1603 ein collegium graduatorum, der 1841 durch ein Advokatenkollegium abgelöst wurde. 1868 wurde ein „Ehrenrat“ als Disziplinarbehörde geschaffen und behördlich bestätigt. Im Großherzogtum Hessen bildete sich 1821 ein Verein der Hofgerichtsadvokaten, der 1857 zum „Verein der öffentlichen Anwälte“ wurde. Im Rahmen der Reichsjustizgesetze wurden 1879 reichsweit Rechtsanwaltskammern an jedem Oberlandesgericht geschaffen. Für das Oberlandesgericht Darmstadt war dies die Rechtsanwaltskammer Darmstadt, für das Oberlandesgericht Kassel die Rechtsanwaltskammer Kassel und für das OLG Frankfurt die Rechtsanwaltskammer Frankfurt. Während die Darmstädter Kammer für das Großherzogtum Hessen zuständig war, waren die beiden Kammern in Frankfurt und Kassel für die preußische Provinz Hessen-Nassau zuständig.
Die Frankfurter Rechtsanwaltskammer bestand aus 9 Mitgliedern, ab 1933 waren es 15. Diese vertraten eine stark zunehmende Zahl von Anwälten im Kammerbezirk: 1885 waren es 139, 1902 schon 236 und 1924 gehörten 558 Anwälte der Kammer an. Am 28. November 1925 wurde beschlossen, dass eine „Zeitschrift der Anwaltskammer im Oberlandesgerichtsbezirk Frankfurt am Main“ herausgegeben werden sollte.
1930 waren 521 Anwälte Kammermitglied. Die Einkommenssituation der Anwälte war sehr unterschiedlich. Daher wurde 1929 der Kammerbeitrag, der vorher einheitlich 120 Mark betrug, nach Einkommen gestaffelt.

### Zeit des Nationalsozialismus
Mit der Machtergreifung der Nationalsozialisten wurde die Kammer gleichgeschaltet und ihrer Selbstverwaltung beraubt. Zunächst wurden die jüdischen Mitglieder der Frankfurter Kammer zum Rücktritt gezwungen. In der Anwaltschaft hinterließ der Antisemitismus der neuen Machthaber besonders tiefe Spuren, da der Anteil der Juden in diesem Beruf hoch war. 1913 waren von 218 Frankfurter Rechtsanwälten 133 (oder 61 %) Juden gewesen, 1933 waren es noch 278 von 607 (also 45 %). Wer sich als Jude nicht „freiwillig“ zurückzog, verlor seine Anwaltszulassung. Aufgrund des Gesetzes über die Zulassung zur Rechtsanwaltschaft wurde 1933 insgesamt 108 Anwälte aus der Anwaltsliste gestrichen. In einem zweiten Schritt mussten auch die anderen gewählten Kammermitglieder ihre Ämter aufgeben, es wurde das Führerprinzip eingeführt. Hierzu wurde ein „Kommissar für den Vorstand der Anwaltskammer“ ernannt. Durch die am 13. Dezember 1935 (RGBl. I, 1470) beschlossene Reichs-Rechtsanwaltsordnung (RAO) wurde die Reichs-Rechtsanwaltskammer (RRAK) im Sinne der Zentralisierung und Gleichschaltung zur einzigen rechtsfähigen Vertretung aller bei Gerichten des Deutschen Reiches zugelassenen Rechtsanwälte. Die örtlichen Anwaltskammern verloren ihre Selbstständigkeit. Die Aufgabe des Präsidenten der Frankfurter Kammer bestand nun nur noch darin, die RRAK zu beraten.

### Nach 1945
Nach Kriegsende bestand faktisch keine Anwaltschaft mehr im neu gebildeten Bundesland Hessen. Selbst für die Besetzung des Richter- und Staatsanwaltsstellen fehlte es an politisch unbelastene Juristen. Am 6. Juni 1946 erließ das Land Hessen eine Verordnung über die Melde- und Dienstpflicht der zum Richteramt befähigten Personen, nach der diese sich melden mussten und zu einem Dienst als Richter oder Staatsanwalt verpflichtet werden konnten. Alle Rechtsanwälte verloren ihre Zulassung und mussten zunächst eine erneute Zulassung bei den Militärbehörden beantragen. Erst im Laufe der nächsten Jahre konnten die ersten Anwälte ihre Arbeit daher wieder in größerem Stil aufnehmen.
Um die Wiederzulassung zu unterstützen, bildete sich im November 1945 mit Billigung der Militärregierung ein „Kammervorstand“ der nicht existierenden Anwaltskammer. Auch das neu entstandene Justizministerium nutzte deren Expertise.
Mit Verordnung des Groß-Hessischen Staatsministeriums vom 23. Mai 1946 kam es zur Wiedererrichtung des Oberlandesgerichtes Frankfurt am Main, das nun für das gesamte Gebiet des neuen Bundeslandes Hessen, einschließlich des früheren OLG-Bezirkes Darmstadt (ohne Rheinhessen), zuständig wurde. Konsequenterweise hätte man auch nur eine Anwaltskammer anstelle der bisherigen dreien einrichten müssen. § 46 der Rechtsanwalts-Ordnung vom 18. Oktober 1948 regelte aber die Bildung von jeweils einer Kammer in Kassel und Frankfurt.
Am 18. Dezember 1948 fand die konstituierende Sitzung der Rechtsanwaltskammer Frankfurt statt. Sie wählte einen Vorstand, der aus 22 Personen bestand. Dieser sah sich aber kurz darauf einer schwierigen Situation gegenüber: Militärgouverneur Lucius D. Clay verbot am 19. November 1948 Berufsverbände mit Pflichtmitgliedschaft. Die Regelungen der Rechtsanwalts-Ordnung waren damit hinfällig geworden. Die Landesregierung erklärte mit Runderlass vom 12. Januar 1949 die betreffenden Regelungen für unwirksam. Im Einverständnis mit dem Justizminister gründete sich daraufhin am 12. Februar einen „Verein Rechtsanwaltskammer Frankfurt“, der den gewählten Vorstand einfach übernahm und den Betrieb der Kammer fortsetzte. Ende Juni 1949 erklärte die Militärregierung, dass sich das Verbot nicht auf Rechtsanwaltskammern beziehen solle. Mit Erlass des Justizministeriums vom 5. Juli wurde daher die Kammer rückwirkend wieder hergestellt.
Am 1. Januar 1949 hatte die Kammer 767 Mitglieder, 1959 waren es 1423, 2004 gehörten 14.000 Anwälte der Kammer an. Am 31. Dezember 2022 hatte die Kammer 19759 Mitglieder (bestehend aus 15676 einzelzugelassenen Rechtsanwälten, 572 einzelzugelassenen Syndikusrechtsanwälten und 2951 doppelzugelassenen Syndikus- und Rechtsanwälten) ist damit die Kammer mit den zweitmeisten Mitgliedern in Deutschland.

## Persönlichkeiten
- Berthold Geiger, 1. Vorsitzender
- Jacob Flesch, Präsident 1948–1966
- Max Ludwig Cahn, Vizepräsident 1948–1959, einziger jüdischer Anwalt, der die NS-Zeit überlebte
- Hermann Neuschäffer, Präsident 1966–1972
- Klaus Schmalz, Präsident 1972–2001
- Ludwig Heilbrunn, Ehrenmitglied